# Mais Além
Mais Além é o oitavo CD solo do cantor Alexandre Pires, lançado em 2010. Mais Além é um álbum de canções inéditas que mais parece uma compilação de hits, tamanho é o potencial de sucesso das 12 faixas gravadas magistralmente por Alexandre Pires. O álbum marca o reencontro de Alexandre com o samba, estilo que o consagrou desde a explosão do SPC, sem deixar de lado o romantismo, marca registrada de Pires. No repertório, sambas cadenciados, declarações de amor e homenagens a dois ídolos de Alexandre, entre outras novidades. Em 2010, foi lançado uma versão do álbum ao vivo, intitulado: "Mais Além - Ao Vivo".

## Singles
"Eu Sou O Samba" é o primeiro single do álbum. A música conta com a participação do cantor Seu Jorge.
"Quem é Você" é o segundo single.
"Erro Meu" é o terceiro single.

## Faixas
1. "Você Não Vai Escapar"
2. "Quem é Você"
3. "Sissi"
4. "Erro Meu"
5. "Eu Sou O Samba" (Part. Seu Jorge)
6. "Chumbo Trocado"
7. "Sua Metade"
8. "Mais Além"
9. "Sem Pensar"
10. "Leve Tudo Com Você"
11. "Custe O Que Custar"
12. "Mulher Das Estrelas"